# Masacre de Dístomo
La Masacre de Dístomo (en griego: Σφαγή του Διστόμου; en alemán: Massaker von Distomo o  Distomo-Massaker ) se refiere a un crimen de guerra Nazi perpetrado por miembros de las Waffen-SS en la aldea de Dístomo, Grecia, en 1944, durante la ocupación alemana de Grecia en la Segunda Guerra Mundial.

## La masacre
El 10 de junio de 1944, durante más de dos horas, las tropas Waffen-SS de la 4.ª División Polizei Panzergrenadier SS, bajo el mando del Hauptsturmführer de las SS Fritz Lautenbach, fueron de puerta en puerta masacrando a civiles griegos, como parte de una "represalia salvaje" contra un ataque de los partisanos a un convoy de su unidad. Un total de 214 hombres, mujeres y niños fueron asesinados en Dístomo, un pequeño pueblo cerca de Delfos. Según los supervivientes, "las fuerzas de las SS pasaron por la bayoneta a los bebés en sus cunas, apuñalaron a mujeres embarazadas y decapitaron al sacerdote de la aldea".
Tras la masacre, un miembro de la policía secreta militar (Geheime Feldpolizei), que acompañaba a las fuerzas alemanas, informó a las autoridades que, contrariamente al informe oficial de Lautenbach, las tropas alemanas habían sido atacadas a varias millas de Dístomo y no habían sido atacadas "con Morteros, ametralladoras y fusiles de la dirección de Dístomo". Se convocó una consulta. En ella Lautenbach admitió que había ido más allá de las órdenes vigentes, pero el tribunal falló a su favor, sosteniendo que la decisión había sido motivada, no por negligencia o ignorancia, sino por un sentido de responsabilidad hacia sus hombres.

## Procedimientos legales
Cuatro familiares de las víctimas iniciaron acciones legales contra el gobierno alemán en Livadeia, Grecia, exigiendo reparaciones. El 30 de octubre de 1997, el tribunal griego falló a favor de los demandantes y otorgó una indemnización de 28 millones de euros. Finalmente, en mayo de 2000, el Tribunal Supremo Civil y Penal de Grecia confirmó esta decisión. Sin embargo, la sentencia no se pudo hacer cumplir en Grecia porque, según la ley griega, la ejecución de una sentencia contra un Estado soberano está sujeta al consentimiento previo del ministro de Justicia, que no se dio.
Los demandantes llevaron el caso a los tribunales en Alemania, exigiendo que se les paguen los daños antes mencionados. La demanda fue rechazada en todos los niveles de la corte alemana, citando el "acuerdo bilateral de 1961 relativo a la ejecución y el reconocimiento de sentencias" entre Alemania y Grecia, y la "Sección 328 del Código de Procedimiento Civil de Alemania". Según los principios fundamentales del derecho internacional, cada país es inmune a la jurisdicción de otro estado.
En noviembre de 2008, un tribunal italiano dictaminó que los demandantes podían tomar propiedades alemanas en Italia como resultado de la compensación reconocida por los tribunales griegos. Los demandantes recibieron una villa en Menaggio, cerca del lago Como, que era propiedad de una organización estatal alemana sin fines de lucro, como parte de la compensación.
En diciembre de 2008, el gobierno alemán presentó una demanda en la Corte Internacional de Justicia de La Haya defendiendo que los tribunales italianos deberían haber desestimado el caso, en virtud del derecho internacional de inmunidad soberana.
En enero de 2011, el primer ministro de Grecia, George Papandreou, anunció que el Gobierno griego estaría representado en el Tribunal Internacional de Justicia en relación con la reclamación de reparaciones de familiares de las víctimas. En su sentencia definitiva de 2012, el tribunal dictaminó que Italia había violado la inmunidad estatal de Alemania y ordenó que se retirara la sentencia de los tribunales italianos. En 2014, el Tribunal Constitucional italiano dictaminó que la inmunidad soberana para delitos como Dístomo violaba los derechos fundamentales garantizados por la constitución italiana. Por lo tanto, la inmunidad soberana ya no sería una ley aplicable en Italia para los casos de crímenes de guerra en cuestión. Por lo tanto, las nuevas reclamaciones de compensación por la masacre de Dístomo podrían presentarse ante los tribunales italianos.

## En el cine
- A song for Argyris (en español, Canción para Argyris) es una película documental de 2006 que detalla la historia de la vida de Argyris Sfountouris, un sobreviviente de la masacre.
- Von Griechenland es otro documental experimental de 1966 de Peter Nestler.